# Cutibacterium acnes
Espèce
Cutibacterium acnes — organisme anciennement répertorié sous l’appellation Propionibacterium acnes,,, — est une bactérie — bacilliforme, anaérobique et saprophyte de type Gram positif — liée à l’éclosion de l’acné.

## Dénominations
Identifiée à l’origine comme Bacillus acnes, son appellation est ensuite subrogée par Propionibacterium acnes en vertu de sa capacité à générer de l’acide propionique. En 2016, P. acnes est reclassé taxonomiquement à la suite d’études biochimiques et génomiques. En effet, au regard de sa structure phylogénétique et de son taux de GC, l’espèce cutanée se distinguait des autres catégories précédemment répertoriées sous P. acnes,. Dans le cadre d’une nouvelle restructuration, la désignation sous Cutibacterium  a finalement été adoptée par rapport à la sphère cutanée en y incluant d’autres cibles précédemment identifiées sous Propionibacterium acnes, Propionibacterium avidum et Propionibacterium granulosum. La caractérisation des phylotypes afférents à C. acnes relève d’un domaine de recherche en constante évolution,,.

## Pathogénèse

### Dermatologie
Cutibacterium acnes appartient à une espèce largement commensale et partie intégrante de la flore cutanée présente sur la peau de la plupart des humains adultes en bonne santé. Elle est généralement à peine détectable sur le tissu cutané des préadolescents sains.[réf. nécessaire] Entre autres apports, elle se nourrit principalement des acides gras contenus dans le sébum sécrété par les glandes sébacées des follicules. Elle est également décelable dans l’ensemble du tractus gastro-intestinal.
Une étude ayant procédé au séquençage du génome inhérent à cette bactérie a démontré que plusieurs gènes peuvent engendrer des enzymes participant à la dégradation de l’état dermatologique en raison de protéines spécifiques susceptibles de devenir immunogènes par activation du système immunitaire. La bactérie digère les triglycérides présents dans le sébum et produit des acides gras libres qui exhaussent l’inflammation des glandes sébacées qui s’en trouvent ainsi colonisées, notamment durant l’adolescence, lorsque ces glandes se trouvent d’autant plus actives, particulièrement chez les 12-16 ans au cours de la puberté.

### Ophtalmologie
La présence de Cutibacterium acnes peut contribuer à l’apparition d’une blépharite chronique avec risque consécutif — par exemple à l’occasion d’une chirurgie intraoculaire — d’émergence collatérale d’endophtalmie.

### Orthopédie
Les germes issus de C. acnes — formant des biofilms colonisant diverses surfaces : tissu cutané, système ostéoarticulaire, muqueuses, etc. — peuvent contribuer à la survenue de bactérioses chez l’humain, notamment à l’occasion de pose de prothèse de l’épaule, de la hanche ou des genoux.

### Rhumatologie
Une étude danoise publiée en 2013 par l’European Spine Journal suggère une possible interaction entre nombre de pathologies interdiscales — sciatique, hernie discale, lombalgie chronique, dégénérescence articulaire, oligoarthrite, etc. — et la présence interstitielle de propionibacterium acnes au cœur même des foyers incriminés,,,,.
Dans le même ordre d’idées, l’International Journal of Spine Surgery — sous l’égide de l’International Society for the Advancement of Spine Surgery — publie en avril 2019 le résultat d’une étude clinique effectuée sur 120 patients victimes de hernie discale : au niveau L4-L5 chez 63 participants et L5-S1 chez 57 autres. Les prélèvements effectués pendant la discectomie révèlent la présence de micro-organismes sensibles à l’antibiothérapie dans 50 % des cas au sein desquels la bactérie désormais nommée cutibacterium acnes apparait massivement dans plus de 35% des échantillons. Le rapport en conclut que la mise en évidence de ce germe serait de facto en mesure de reposer sur une assomption selon laquelle ce dernier pourrait potentiellement constituer l’un des éventuels éléments causaux — voire, a minima, concomitants — susceptibles de participer à la genèse de la pathologie incriminée.
Il appert toutefois que l’ensemble des corrélations précitées demeure encore passablement controversé en l’état, voire quelque peu sujet à caution, quand bien même le professeur Thierry Schaeverbeke — rhumatologue spécialiste de la relation entre agents infectieux et système immunitaire au CHU de Bordeaux — arguait déjà en 2013 combien « ce serait une faute scientifique [que de] ne pas chercher à confirmer ou infirmer une telle hypothèse. »

### Urologie
Cutibacterium acnes est présente dans le microbiome du liquide séminal humain où elle peut induire une prostatite chronique pouvant évoluer en cancer de la prostate.

## Biochimie
On a découvert en 2020 qu'un groupe de gènes de Cutibacterium acnes code une molécule, appelée cutomycine, dont la structure ressemble à la berninamycine, un antibiotique sécrété par Streptomyces bernensis. Isolée et purifiée, la cutomycine inhibe le développement de plusieurs espèces de staphylocoques, dont le Staphylocoque doré,.